# Gheorghe Liliac
Gheorghe Liliac (ur. 22 kwietnia 1959 w Dorohoi) – rumuński piłkarz grający na pozycji bramkarza.

## Kariera klubowa
Liliac wychował się w klubie Cristalul Dorohoi, w którym grał do 1981 roku. Wtedy też przeszedł do drugoligowego CS Botoșani. W 1983 roku trafił do pierwszej ligi, do drużyny Bihor Oradea. 28 sierpnia zadebiutował w jej barwach w zremisowanym 0:0 meczu z FCM Baia Mare. W 1986 roku spadł z Bihorem z ligi i przeszedł do Petrolulu Ploeszti. Dzięki swojej postawie zainteresowała się nim Steaua Bukareszt i w 1987 roku Liliac został bramkarzem tego klubu. W 1988 roku wywalczył ze Steauą dublet (mistrzostwo Rumunii i Puchar Rumunii), a w 1989 roku obronił mistrzowski tytuł. Następnie w latach 1989–1991 grał w Petrolulu Ploeszti, a w 1991 roku na dwa lata wyjechał do izraelskiego Hapoelu Cafririm Holon. Końcowe lata kariery spędził w Metalulu Filipești. Karierę zakończył w 1997 roku.

## Kariera reprezentacyjna
W reprezentacji Rumunii Liliac zadebiutował 8 kwietnia 1987 w wygranym 3:2 towarzyskim meczu z Izraelem. W 1990 roku został powołany przez Emerica Jeneia do kadry na Mistrzostwa Świata we Włoszech, jednak nie zagrał tam w żadnym spotkaniu. W kadrze narodowej wystąpił 4 razy.